# Section des Piques
La section des Piques était, sous la Révolution française, une section révolutionnaire parisienne.

## Représentants
- Robert Jean Jacques Arthur, fabricant de papiers peints, né en 1761 à Paris. Président de la section, c'était un ami personnel de Maximilien Robespierre qui habitait sur cette section. Il demeurait 20 rue des Piques à l'angle de la rue des Piques et du boulevard Cerutti.
- Jean Jacques Beaurieux, horloger, né à Arles en 1749 ou 1751, qui habitait 19 rue Saint-Honoré.
- René Grenard, fabricant de papiers peints, né à La Garenne (Seine-et-Oise). Il demeurait rue des Piques.

## Historique
Appelée, à l’origine, « section de la place Vendôme », elle compte lors de sa création, en 1790, 1 200 citoyens « actifs » (imposables) habitant le quartier Vendôme-Madeleine (13 428 habitants, dont 785 pauvres). Elle tient ses assemblées à l’ancienne église des Capucines, aujourd’hui disparue. Elle est alors l’une des plus modérées de Paris. Elle se radicalise après le 10 août 1792 par l’arrivée des citoyens « passifs », comme toutes les sections de Paris et change de nom le 9 septembre quand la place Vendôme devient la place des Piques. Elle compte alors 3 540 citoyens.

## Limites
La rue de la Madeleine, à droite, en partant de la rue Saint-Honoré : la rue de l'Arcade, à droite : la rue de la Pologne, à droite : la rue Saint-Lazare, à droite, depuis la rue de la Pologne jusqu’à la rue de la Chaussée-d'Antin : la Chaussée-d’Antin, à droite, jusqu’au boulevard : la rue Louis-le-Grand, à droite, depuis le boulevard jusqu’à la rue Neuve-des-Petits-Champs : la rue Neuve-des-Petits-Champs, depuis la rue de Louis-le-Grand, à droite, jusqu’à la Place Vendôme : la Place Vendôme, à droite, jusqu’à la rue Saint-Honoré : la rue Saint-Honoré, à droite de la Place Vendôme, à la rue de la Madeleine.

## Intérieur
Les rues Neuve-des-Capucines, Sainte-Croix, de l'Égout, Neuve-des-Mathurins, de la Ferme, Thiroux, Caumartin, Trudaine, Boudreau, Basse-du-Rempart, le Boulevard, les rues de Luxembourg, des Capucines, etc. ; et généralement tous les rues, culs-de-sac, places, etc., enclavés dans cette limite.

## Local
La section des Piques se réunissait dans l’église des Capucines.

## Membres célèbres
Robespierre en fait partie. Il est l’un des cinq commissaires délégués le 11 août 1792 par la section des Piques au conseil général de la Commune de Paris avec Moulins, Duveyrier, Piron, Laignelot. Il est nommé président de la section le 27 août. Il fait alors le va-et-vient entre la Commune, l’Assemblée législative, sa section et le club des Jacobins. Une fois élu à la Convention, il ne viendra presque plus à la section, mais y laissera comme commissaire son logeur, le menuisier Duplay.
Le fameux Vincent, dit « le carnassier », meneur hébertiste, qui sera guillotiné en mars 1794 en compagnie de son ami Ronsin.
Le chef de la « brigade infernale » de Napoléon, Antoine Charles Louis de Lasalle en fit partie, après avoir dû renoncer à un poste d'officier dans la cavalerie.
Le marquis de Sade, « citoyen actif » de la section depuis 1790, en est élu président en 1793. Il est contraint de quitter sa fonction le jour même de son élection en raison de sa maladie ; il s'en réjouit cependant, étant ainsi exempté de « faire mettre aux voix une horreur, une inhumanité », ce qui correspond, selon Maurice Lever, aux votes de la Convention qui préconisait l’ouverture des sépultures des rois de France, la destruction de la Vendée et le transfert de Marie-Antoinette à la Conciergerie. Il lit à la section son Idée sur le mode de la sanction des lois qui lui vaut les félicitations de ses collègues ; on en décide unanimement l’impression et l’envoi aux autres sections, avec invitation de « manifester leur vœu le plus promptement possible sur un objet aussi important ». Il rédige également son Discours aux mânes de Marat et de Le Pelletier qu’il lit lors de la cérémonie organisée en hommage aux « deux martyrs de la liberté » et un projet pour changer les noms des rues de l’arrondissement. 
Le 15 novembre 1793 il est le rédacteur de la Pétition antireligieuse de la Section des piques aux représentants du peuple français. Sade y plaide pour l'installation d'un culte de la Raison, en faveur des vertus morales à la place du « charlatanisme religieux » d'autrefois : « Qu'une fois par décade, la tribune de ces temples retentisse des éloges de la Vertu. ... Ainsi l'homme s'épurera. ».

## 9 thermidor an II

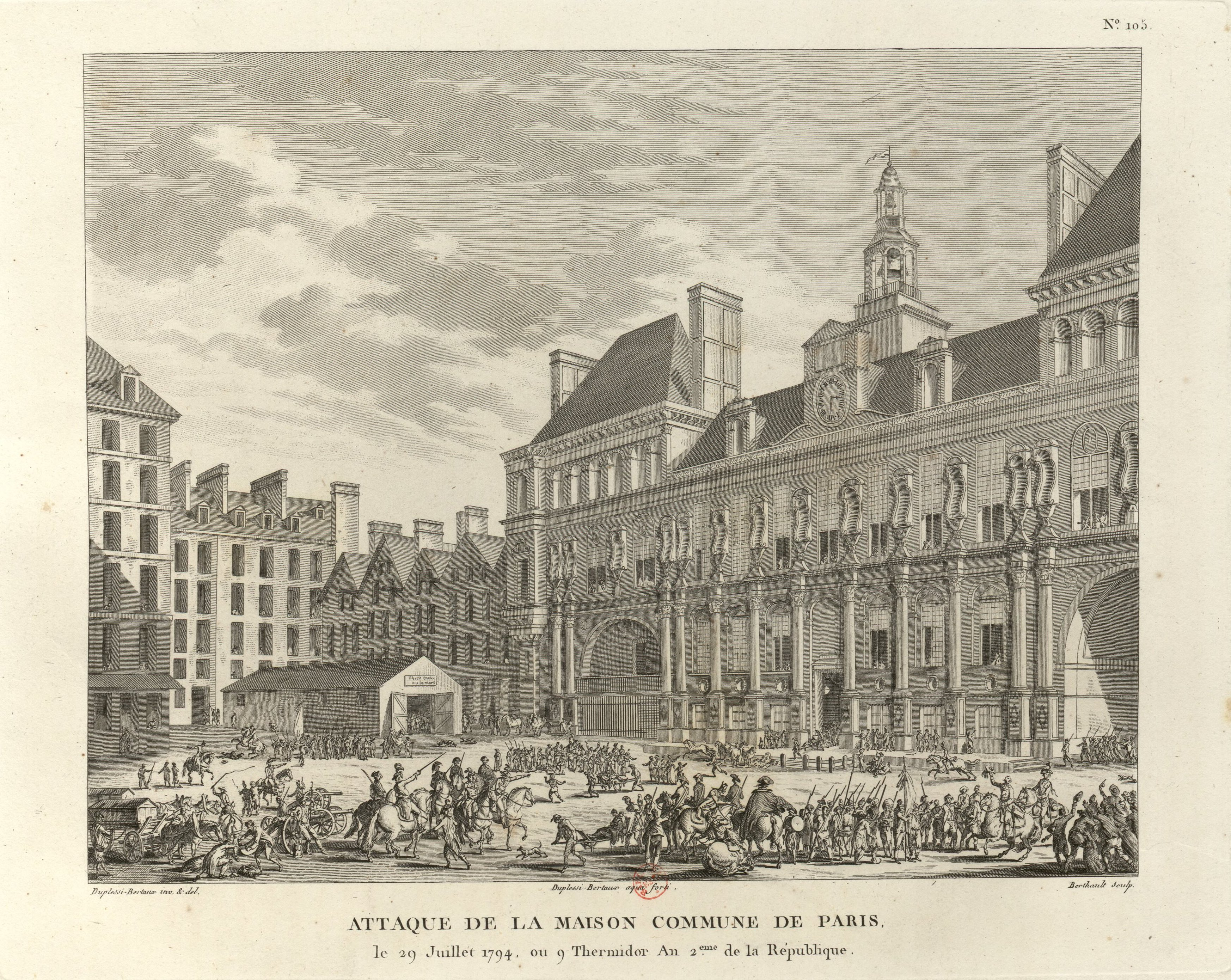
L’attaque de la Commune par les troupes de la Convention le 9 thermidor.

Lors de la chute de Robespierre le 9 thermidor an II (27 juillet 1794), la section des Piques soutint la Convention nationale, mais trois de ses représentants prêtèrent serment à la Commune de Paris : Robert Jean-Jacques Arthur, fabricant de papiers peints d’origine anglaise, J.-J. Beaurieux (1749-1794), horloger, René Grenard (1749-1794), fabricant de papiers peints (associé d'Arthur). Ils furent guillotinés le 11 thermidor an II (29 juillet 1794).
On trouve au musée Carnavalet, une très curieuse pièce autographe, un appel à la section des Piques lancé dans la nuit fatale du 9 thermidor. Louis Blanc, dans son Histoire de la Révolution française, la décrit ainsi : 
« Nous avons eu sous les yeux l’original d’une proclamation adressée à la section des Piques, celle de Robespierre. Jamais manuscrit ne présenta un aspect plus tragique. Il nous semble le voir encore. L’écriture a quelque chose d’emporté. Le papier est taché de sang. Sur ce papier, un appel à l’insurrection : « Courage, patriotes de la section des Piques ! La liberté triomphe. Déjà ceux que leur fermeté a rendus formidables aux traîtres sont en liberté. Partout le peuple se montre digne de son caractère. Le point de réunion est à la Commune, où le brave Henriot exécutera les ordres du comité d’exécution pour sauver la patrie. » Suivent les signatures : Legrand, Louvet, Payan, Lerebours, Ro…
Quelle révélation et quel drame dans ce mot inachevé ! Il raconte que Robespierre, pressé par ceux qui l’entouraient, au nom de leur salut commun, de signer la guerre civile, la mort de la Convention, le renversement d’un principe, se sentit troublé jusqu’au fond de l’âme, prit la plume, commença, et sa conscience protestant, ne put continuer. »

## Évolution
Après le regroupement par quatre des sections révolutionnaires par la loi du 19 vendémiaire an IV (11 octobre 1795) qui porte création de 12 arrondissements, la présente section est maintenue comme subdivision administrative, puis devient, par arrêté préfectoral du 10 mai 1811, le quartier de la Place-Vendôme (1er arrondissement de Paris).